# Jorge Alberti
Jorge H. Alberti (ur. 18 maja 1912, zm. 1985) – piłkarz argentyński, obrońca.
Alberti karierę piłkarską rozpoczął w 1931 roku w klubie CA Huracán. Jako piłkarz klubu Huracán był w kadrze reprezentacji Argentyny podczas turnieju Copa América 1935, gdzie Argentyna została wicemistrzem Ameryki Południowej. Nie zagrał w żadnym meczu.
Wciąż jako gracz klubu Huracán wziął udział w turnieju Copa América 1941, gdzie Argentyna zdobyła mistrzostwo Ameryki Południowej. Alberti zagrał we wszystkich czterech meczach - z Peru, Ekwadorem, Urugwajem i Chile.
Rok później wziął udział w turnieju Copa América 1942, gdzie Argentyna została wicemistrzem Ameryki Południowej. Alberti zagrał w czterech meczach - z Paragwajem, Brazylią, Peru i Chile.
W klubie Huracán Alberti grał do 1947 roku - jest piłkarzem, który rozegrał najwięcej meczów w barwach Huracánu - 393 mecze. W 1939 i 1942 roku zajął z Huracánem trzecie miejsce - najwyższe w swej karierze w lidze argentyńskiej. W 1948 roku zakończył karierę w klubie Los Andes Buenos Aires.
W reprezentacji Argentyny rozegrał 23 mecze i zdobył 1 bramkę.